# Ja, Irena i Ja
Ja, Irena i Ja (oryg. Me, Myself & Irene) – film z 2000 roku w reżyserii Bobby’ego Farrelly i Petera Farrelly.

## Fabuła
Charlie Baileygates z Rhode Island od siedemnastu lat służy w policji. Jest wzorowym obywatelem: ciężko pracuje, ofiarnie pomaga innym i z oddaniem wychowuje trzech dorastających synów. Jest tylko jedno małe „ale”: Charlie cierpi na rozdwojenie jaźni i ma swe alter ego - agresywnego, bezczelnego Hanka, który nie przebiera w słowach, pije na umór i uwielbia perwersyjny seks. Charlie i Hank nie mają ze sobą nic wspólnego - dopóki w ich życiu nie pojawia się piękna Irene Waters, w której obaj zakochują się bez pamięci. Charlie i Hank stoczą bezpardonową walkę o jej względy. Który z nich wygra?

## Obsada
- Jim Carrey – Charlie Baileygates/Hank Evans
- Renée Zellweger – Irene P. Waters
- Anthony Anderson – Jamaal
- Mongo Brownlee – Lee Harvey
- Jerod Mixon – Shonte Jr.
- Chris Cooper – porucznik Gerke
- Michael Bowman – Whitey/Casper
- Richard Jenkins – agent Boshane
- Daniel Greene − Dickie Thurman
- Robert Forster – pułkownik Partington
- Mike Cerrone – Stubie
- Rob Moran – Finneran
- Traylor Howard – Layla